# 西罗尼姆斯·法布里休斯
西罗尼姆斯·法布里休斯（義大利語：Girolamo Fabrizio，1533年5月20日—1619年5月21日），Hieronymus Fabricius又名Girolamo Fabricius，義大利解剖學家。

## 生平
生於阿夸彭登泰。師從帕多瓦的加百利·法洛皮奧(Fallopius)。1562年繼承其師任解剖學教授。他是詳細描述靜脈瓣、胎盤和喉的第一人。威廉·哈維(William Harvey)為其弟子之一。卒於帕多瓦。